# Ânfora

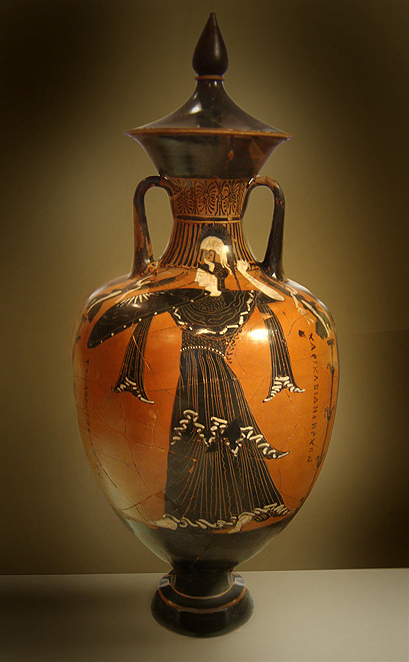
Ânfora grega em exposição no Museu Arqueológico Nacional de Atenas

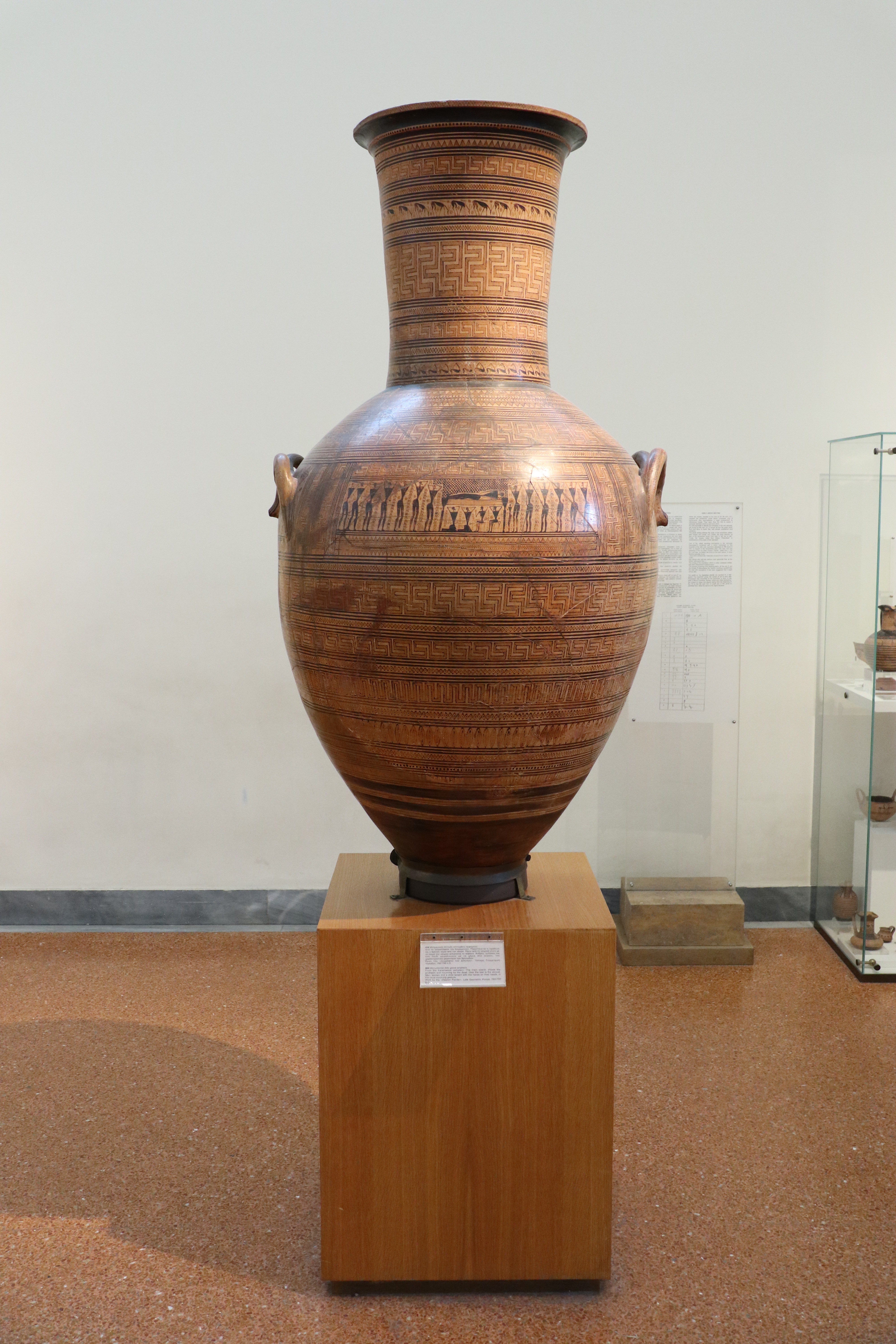
Detalhe de carpideiras abaixo da alça, padrões geométricos e frisos de animais no pescoço. Ânfora funerária de Dipylon,
século VIII a. C., terracota.

Ânforas são vasos antigos cuja origem remonta pelo menos ao Neolítico, de forma geralmente ovóide e possuidoras de duas alças. Confeccionados em barro ou terracota, com duas asas simétricas, geralmente terminado em sua parte inferior por uma ponta ou um pé estreito, e que servia sobre tudo para o transporte e armazenamento de gêneros de consumo, tal como a salmoura. Era usada pelos gregos e romanos para conter sobretudo líquidos, especialmente o vinho. Servia também para conter azeite, frutos secos, mel, derivados do vinho, cereais ou mesmo água.
A palavra "ânfora" vem do latim amphora, que por sua vez é derivada do grego αμφορεύς (amphoreus), uma abreviação de αμφιφορεύς (amphiphoreus), uma palavra composta combinando amphi- ("nos dois lados", "duplo") e phoreus ("carregador"), do verbo pherein ("carregar").
Para uma correcta classificação deste tipo de recipiente, existem diversos catálogos (Dressel, Haltern, Lamboglia, Benoit, Gauloise, etc), de terminologia complexa e por vezes dúbia. A história da classificação destes está constantemente a ser alterada, de acordo com os dados que vão sendo recolhidos em diversas escavações arqueológicas em terra e sub-aquáticas.
Em Portugal, principalmente no litoral e ao longo dos principais cursos de água (rios), vão sendo descobertos inúmeros fragmentos deste tipo de recipientes, cuja produção remonta a lugares tão distantes como o mediterrâneo oriental, mundo grego, Península Itálica, província Gálica, Tarraconense e, mais próximas, da bacia de Cádiz e norte de África. Também foram produzidas ânforas em território Lusitano, em épocas mais tardias e geralmente relacionadas com o envase de produtos marinhos ou derivados deste.
A título exemplificativo, uma das formas mais conhecidas no Noroeste peninsular é a Haltern 70, que se difunde desde Roma à Bretanha, por todo o litoral mediterrânico e atlântico.